# Niccolò Macii
Niccolò Macii (Milano, 18 ottobre 1995) è un pattinatore artistico su ghiaccio italiano.

## Biografia
Con la sua ex compagna di pattinaggio, Bianca Manacorda, ha vinto l'argento in un evento ISU Challenger Series, il Trofeo Lombardia 2014, e si sono classificati al 12º posto ai Campionati Europei 2016 a Bratislava, in Slovacchia. La coppia ha partecipato anche a tre Campionati Mondiali Juniores, ottenendo il loro miglior risultato, il 6º posto, all'evento del 2016 a Debrecen, in Ungheria. 
Dal 2019-2020, gareggia in coppia con Sara Conti,  con la quale ha avuto una relazione sentimentale.
Agli europei di Espoo 2023 ha vinto la medaglia d'oro nella coppia, con Sara Conti, pattinando sulla colonna sonora di Nuovo Cinema Paradiso. I due hanno preceduto sul podio gli italiani Rebecca Ghilardi e Filippo Ambrosini ed i tedeschi Annika Hocke e Robert Kunkel.
Ai mondiali di Saitama 2023 ha vinto la medaglia di bronzo, sempre al fianco di Sara Conti. Nel 2025 la coppia ha vinto un altro bronzo mondiale.
Nel 2025, si fidanza ufficialmente con Vanessa Dalla Vedova, con la quale è legato sentimentalmente.

## Palmarès

### Con Conti
| Risultati | Risultati      | Risultati      | Risultati      | Risultati      | Risultati      | Risultati      | Risultati      | Risultati      | Risultati      |
| Internazionali | Internazionali | Internazionali | Internazionali | Internazionali | Internazionali | Internazionali | Internazionali | Internazionali | Internazionali |
| Evento | 2019-20        | 2020-21        | 2021-22        | 2022-23        | 2023-24        | 2024-25        |                |                |                |
| --- | -------------- | -------------- | -------------- | -------------- | -------------- | -------------- | -------------- | -------------- | -------------- |
| Campionati mondiali |                |                | R              | 3°             | 6°             | 3°             |                |                |                |
| Campionati europei |                |                | 7°             | 1°             | 6°             | 2°             |                |                |                |
| GP Finale |                |                |                | 3°             | 2°             | 4°             |                |                |                |
| GP Cup of China |                |                |                |                |                | 1°             |                |                |                |
| GP della Finlandia |                |                |                |                | 2°             |                |                |                |                |
| GP Gran Premio d'Italia |                |                | 7°             |                |                |                |                |                |                |
| GP Skate Canada |                |                |                | 3°             |                |                |                |                |                |
| GP Trophée Eric Bompard |                |                |                |                | 2°             | 2°             |                |                |                |
| GP MK John Wilson Trophy |                |                |                | 2°             |                |                |                |                |                |
| CS Finlandia Trophy |                |                | R              |                |                |                |                |                |                |
| CS Golden Spin | 13°            |                |                | R              |                | R              |                |                |                |
| CS Nebelhorn Trophy |                |                | 10°            | 4°             |                |                |                |                |                |
| CS Lombardia Trophy |                |                | 5°             | 1°             | 1°             | 1°             |                |                |                |
| CS Warsaw Cup | 15°            |                | 7°             |                |                |                |                |                |                |
| Bavarian Open | 6°             |                |                |                |                |                |                |                |                |
| Cup of Nice |                |                | 2°             |                |                |                |                |                |                |
| Challenge Cup |                | R              |                | 1°             | 1°             |                |                |                |                |
| IceLab Cup | 5°             |                |                |                |                |                |                |                |                |
| Tayside Trophy |                |                |                | 1°             | 1°             | 1°             |                |                |                |
| Nazionali |                |                |                |                |                |                |                |                |                |
| Campionati italiani | 3°             | 3°             | 3°             | 1°             | R              | 1°             |                |                |                |
| Eventi a squadre |                |                |                |                |                |                |                |                |                |
| World Team Trophy |                |                |                | 4º S 3º P      |                | 3º S 2º P      |                |                |                |
| CS = Challenger Series; GP = Grand Prix; R = Ritirati; C = Evento cancellato S = Risultato della squadra; P = Risultato personale. Medaglie assegnate solo per il risultato della squadra |                |                |                |                |                |                |                |                |                |

### Con Manacorda
| International          | International | International | International | International | International |
| Evento                 | 2011–12       | 2012–13       | 2013–14       | 2014–15       | 2015–16       |
| ---------------------- | ------------- | ------------- | ------------- | ------------- | ------------- |
| Campionati europei     |               |               |               |               | 12°           |
| CS Golden Spin         |               |               |               |               | 9°            |
| CS Lombardia Trophy    |               |               |               | 2°            |               |
| CS Warsaw Cup          |               |               |               |               | 5°            |
| Cup of Nice            |               |               |               | 4°            |               |
| Merano Cup             |               |               | 6°            |               |               |
| Internazionali: Junior |               |               |               |               |               |
| Campionati mondiali    | 18°           |               |               | 12°           | 6°            |
| JGP Bielorussia        |               |               | 7°            |               |               |
| JGP Croazia            |               | 14°           |               | 8°            |               |
| JGP Estonia            |               |               | 7°            | 9°            |               |
| Bavarian Open          | 3°            |               | 1°            |               | 3°            |
| Denkova-Staviski Cup   |               |               | 1°            |               |               |
| NRW Trophy             |               | 5°            |               |               |               |
| Toruń Cup              |               | 4°            |               |               |               |
| Warsaw Cup             | 7°            | 6°            |               |               |               |
| Nazionali              |               |               |               |               |               |
| Campionati italiani    |               | 2° J          | 1° J          |               | 3°            |
| J = Categoria Junior   |               |               |               |               |               |